# خالد عزیز
خالد عزیز (عربی: خالد عزيز الذاکر؛ زادهٔ ۱۴ ژوئیهٔ ۱۹۸۱) بازیکن فوتبال اهل عربستان سعودی است. وی در تیم ملی فوتبال عربستان سعودی بازی کرده‌است.